# Interacción hidrofóbica
La interacción hidrofóbica se produce cuando al plegarse un polipéptido los radicales hidrófobos se acercan debido a que son excluidos por el agua
Luego, las moléculas de agua muy ordenadas en cubierta de solvatación se liberan del interior aumentando el desorden (entropía) de las moléculas del agua. La variación de entropía favorable es una fuerza impulsora fundamental en el plegamiento proteico. Son aquellas que ocurren entre moléculas apolares, es decir que le dan rechazo al agua. Ej: agua y aceite.